# Goldenergy
A Goldenergy, Empresa Comercializadora de Energia S.A., é uma empresa portuguesa comercializadora de Eletricidade 100% Verde e de Gás Natural, que pertence ao grupo suíço AXPO. A Goldenergy fornece energia em Portugal Continental e é liderada pelo CEO - Miguel Rodriguez Checa. 

## História

### Com a liberalização do sector energético foi criada a Goldenergy
A Goldenergy é um comercializador em regime de mercado, licenciado pela DGEG - Direção Geral de Energia e Geologia, que exerce a sua atividade em Portugal continental e com a qual pode ser contratado o fornecimento de eletricidade (comercializador para clientes domésticos e comercializador para grandes consumidores, Industriais e Pequenos Negócios) e o fornecimento de gás natural (comercializador para clientes residenciais e comercializador para grandes clientes e industriais). 
Iniciou a sua atividade em 2008 como comercializador de Gás Natural, e foi fundamental na criação do mercado livre em Portugal. O sucesso da Goldenergy deveu-se à abordagem inovadora e dinâmica no mercado da energia. 
Em 2016 entrou no mercado de Eletricidade disponibilizando aos Clientes uma oferta complementar e mais competitiva. 
O processo de liberalização dos sectores elétricos e do gás natural na maior parte dos países europeus, foi efetuado de forma faseada, tendo começado por incluir os clientes de maiores consumos e níveis de tensão mais elevados. Em Portugal foi seguida uma metodologia idêntica:
- Desde 1 de Janeiro de 2010 todos os consumidores de gás natural podem escolher o seu comercializador no mercado liberalizado de gás natural.
- O Decreto-Lei n.º 74/2012, de 26 de março [1]estabeleceu o regime de extinção das tarifas reguladas de venda de gás natural a clientes finais com consumos anuais inferiores ou iguais a 10 000 m3, no território continental, concluindo o processo iniciado pelo Decreto-Lei n.º 66/2010, 11 de junho[2] que determinou a extinção das tarifas reguladas para os clientes com consumos anuais de gás natural superiores a 10 000 m3.
- A 1.ª fase de extinção das tarifas reguladas de venda de gás natural começou a 1 de julho de 2012 para os consumidores com consumos anuais superiores a 500 m3. A partir desta data a contratação do fornecimento de gás natural para este tipo de consumidores passou apenas a ser possível, com um comercializador em regime de mercado.
- A 2.ª fase de extinção das tarifas reguladas de venda de gás natural aos consumidores com consumos anuais inferiores ou iguais a 500 m3 teve início a 1 de janeiro de 2013.
- Na eletricidade desde 4 de Setembro de 2006 todos os consumidores de eletricidade, podem escolher o seu comercializador no mercado liberalizado de eletricidade.
- Com a publicação do Decreto-Lei n.º 75/2012, de 26 de março[3] concretizou-se o calendário para a extinção das tarifas reguladas de venda de eletricidade a clientes finais em baixa tensão normal (BTN) no território continental. Este calendário previa dois momentos distintos para a extinção das tarifas de fornecimento a estes consumidores:
- A 1.ª fase de extinção das tarifas reguladas de venda de eletricidade aos clientes em BTN concretizou-se a 1 de julho de 2012 para os consumidores com uma potência contratada igual ou superior a 10,35 kVA. A partir desta data a contratação do fornecimento de eletricidade passou apenas a ser possível, com um comercializador em regime de mercado.
- A 2.ª fase de extinção das tarifas reguladas de venda de eletricidade a clientes em BTN com uma potência contratada inferior a 10,35 kVA teve início a 1 de janeiro de 2013.

Com um processo de adesão transparente, a Goldenergy apresentou-se no novo mercado liberalizado como uma estratégia comercial atraente e competitiva. 
A Goldenergy ganhou todos os leilões da DECO - Defesa do Consumidor, com uma proposta competitiva nunca antes apresentada no mercado da energia em Portugal.
Para além dos descontos associados a cada leilão, foi realizado em conjunto com a DECO, um empenhado trabalho no sentido de produzir contractos isentos de cláusulas lesivas e sem penalizações por cessação antecipada de contrato de fornecimento. Com esta ação vincou-se a intenção de considerar o cliente, como o centro das preocupações na estratégia comercial da empresa.
A Goldenergy tornou pública, em 2015, a aquisição de 25% de participação da empresa pelo grupo suíço Axpo, representada pela Axpo Iberia.
Em 2018, a empresa suíça passou a controlar a totalidade do capital da comercializadora portuguesa. A empresa suíça Axpo, comprou ao grupo Dourogás os 75% da Goldenergy que ainda não detinha, sendo agora o único acionista da comercializadora portuguesa de gás natural e eletricidade. 
A Axpo produz e comercializa energia em vários mercados europeus, sendo que já operava no mercado português, mas apenas na venda de eletricidade e sem presença no segmento de clientes domésticos.
A Goldenergy tem uma carteira de 300 mil clientes de serviços de eletricidade e gás natural, distribuídos por vários segmentos de consumo.
A partir de 1 de Janeiro de 2018, a Goldenergy desce os preços das tarifas da eletricidade para os clientes que pretendam uma tarifa equiparada ao mercado regulado, conforme a Lei nº 105/2017, de 30 de agosto, que consagrou a possibilidade dos consumidores domésticos e pequenos negócios de eletricidade optarem por um regime equiparado ao das tarifas reguladas durante o período em que estas permanecerem em vigor (até ao final de 2020).
De acordo com os termos estabelecidos pela entidade reguladora (ERSE). na Directiva nº11 /2017, a goldenergy disponibiliza aos seus clientes Baixa Tensão Normal (BTN), desde 1 de Janeiro de 2018, a opção da aplicação das “condições de preço regulado”. Este regime consiste em aplicar na fatura os preços “regulados” publicados pela Entidade Reguladora, e revistos anualmente.

### Grupo AXPO
Com 100 anos de história, a Axpo é o operador público suíço de energia e uma das mais relevantes empresas europeias do setor.
O grupo, com sede em Baden, Suíça, está presente em mais de 30 países europeus e nos Estados Unidos da América. A Axpo, cobre um amplo leque de produtos e serviços que abrangem o fornecimento energético de gás e eletricidade; trading de eletricidade, gás, biomassa e CO2; gestão de energia de produtores de energia renovável e a gestão de centrais renováveis em Espanha. 
A Axpo Trading & Sales é uma empresa internacional no ramo da energia com presença em mais de 30 países. Na Europa, detêm um portfolio energético de aproximadamente 100 terawatts hora e gere uma das maiores redes de energias renováveis com um portfolio de clientes que ronda os 14.000 MW.
O Grupo cobre toda a cadeia de valor da energia com aproxidamente 4.500 empregados.
O grupo suíço concluiu em 17 de Dezembro o processo de aquisição da Goldenergy à Dourogás, depois de em 15 de novembro a Autoridade da Concorrência no uso das suas competências, ter deliberado adotar uma decisão de não oposição à operação de concentração. Desde 2015 que detinha 25% da Goldenergy sendo a restante participação do Grupo Dourogás. A Goldenergy conta com mais de 100 colaboradores, na sua operação de comercialização de gás e eletricidade no mercado livre. Manterá a sua base de operações em Vila Real, cidade que a viu nascer. 
A Axpo já estava presente no nosso país comercializando energia para indústria e clientes empresariais. Com esta aquisição entra, no mercado doméstico, ambicionando um crescimento significativo da quota de mercado e na qualidade de serviço para os próximos três anos. A marca Goldenergy ficará mais dedicada ao mercado doméstico, enquanto a marca Axpo se manterá no mercado industrial e empresarial.

## Prémios e reconhecimentos da Goldenergy
A Goldenergy obteve prémios e reconhecimentos que comprovam a sua importância no setor energético em Portugal:
Em 2021, a Goldenergy foi galardoada com o Prémio Escolha do Consumidor, na categoria Energias 100% Renováveis, pela Consumer Choice.  Esta entidade é a única certificada com a norma de gestão de qualidade ISO 9001 para sistemas de avaliação de marcas. O prémio é concedido com base na avaliação dos consumidores. Até ao momento, já foram realizadas 259.236 avaliações a 936 marcas de diferentes setores.
Em 2022, a Goldenergy ganhou novamente o Prémio Escolha do Consumidor, na mesma categoria,  com uma pontuação geral de 87,16%. Isto é motivo de satisfação para a comercializadora, que no ano anterior obteve uma pontuação de 78,22%.
Em 2021, a marca recebeu também o selo Great Place to Work, tornando-se assim na única comercializadora de eletricidade com este certificado em Portugal. 
A Great Place to Work é uma empresa de consultoria considerada autoridade global em cultura de trabalho. Em todo o mundo, promove pesquisas profissionais para identificar as organizações onde os colaboradores encontram as melhores condições para trabalhar.
A Goldenergy voltou a integrar o Great Place to Work como uma das Melhores Empresas para Trabalhar em Portugal em 2022, ocupando a 16ª posição entre as empresas com 101 a 500 colaboradores no ‘Best Workplace’.

Além disso, no final de 2021, a Goldenergy recebeu o selo de Marca Recomendada do Portal da Queixa.  A comercializadora atingiu um valor de 82,7% no Índice de Satisfação durante 53 meses consecutivos. Como resultado, obteve o 2º lugar no ranking mundial de Empresas de Eletricidade e/ou Gás – Grande Mercado Livre.